# 暗黒街の弾痕 (1937年の映画)
『暗黒街の弾痕』（あんこくがいのだんこん、原題・英語: You Only Live Once）は、1937年に製作・公開されたアメリカ合衆国の映画である。（撮影は1936年）

## 概要
フリッツ・ラング監督の渡米2作目の映画であり、シルヴィア・シドニーとヘンリー・フォンダが主演した。フィルム・ノワールの古典映画である。

## キャスト
- ジョーン・グレアム：シルヴィア・シドニー
- エディ・テイラー：ヘンリー・フォンダ
- スティーヴン・ホイットニー：バートン・マクレーン
- ボニー・グレアム：ジーン・ディクソン
- ドーラン神父：ウィリアム・ガーガン
- 囚人マグシイ：ウォーレン・ハイマー
- イーサン:チャールズ・”シック”・セール
- ヘスター:マーガレット・ハミルトン

## スタッフ
- 監督：フリッツ・ラング
- 製作総指揮：ウォルター・ウェンジャー
- 脚本：ジーン・タウン、C・グレアム・ベイカー
- 音楽：アルフレッド・ニューマン
- 撮影：レオン・シャムロイ
- 編集：ダニエル・マンデル
- 美術：アレクサンダー・トルボフ
- 衣裳：ヘレン・テイラー